# Berchtold Ier de Bavière
Berthold de Reisensburg, également nommé Perchtold, né vers 930 et mort vers 999, est un noble de la famille des Luitpoldinges, fils de Arnulf II de Bavière. Succédant à son père, il fut comte palatin de Bavière de 954 jusqu'en 976.

## Biographie
Berthold est le seul fils connu d'Arnulf II, nommé comte palatin de Bavière par le roi Otton Ier en 938, et de son épouse, dont le nom n'a pas survécu, venant probablement de Souabe. Berthold et Arnulf II participent au soulèvement du duc Liudolf de Souabe contre son père le roi Otton Ier et le duc Henri Ier de Bavière en 953/954. Berthold succède à son père qui, en assiégeant la ville de Ratisbonne, meurt le 22 juillet 954 lors d'un combat contre les troupes royalistes sous le commandement du margrave Gero. 
Après la suppression définitive de la révolte en 955, il est banni par le roi à la propriété allodiale de sa mère, le château de Reisensburg près de Guntzbourg en Souabe. Selon la Vita Sancti Oudalrici, il met en garde les Magyars assiégeant la ville d'Augsbourg de l'approche de l'armée royale d'Otton Ier, qui néanmoins remporte ensuite la bataille du Lechfeld le 10 août 955. À la suite de la mort d'Othon Ier en 973, Berthold a soutenu son cousin Henri le Querelleur, duc de Bavière, lors de sa conspiration contre le nouveau empereur Otton II. Après la défaite essuyée par les troupes du duc, Otton II le destitua.